# André Lemaire

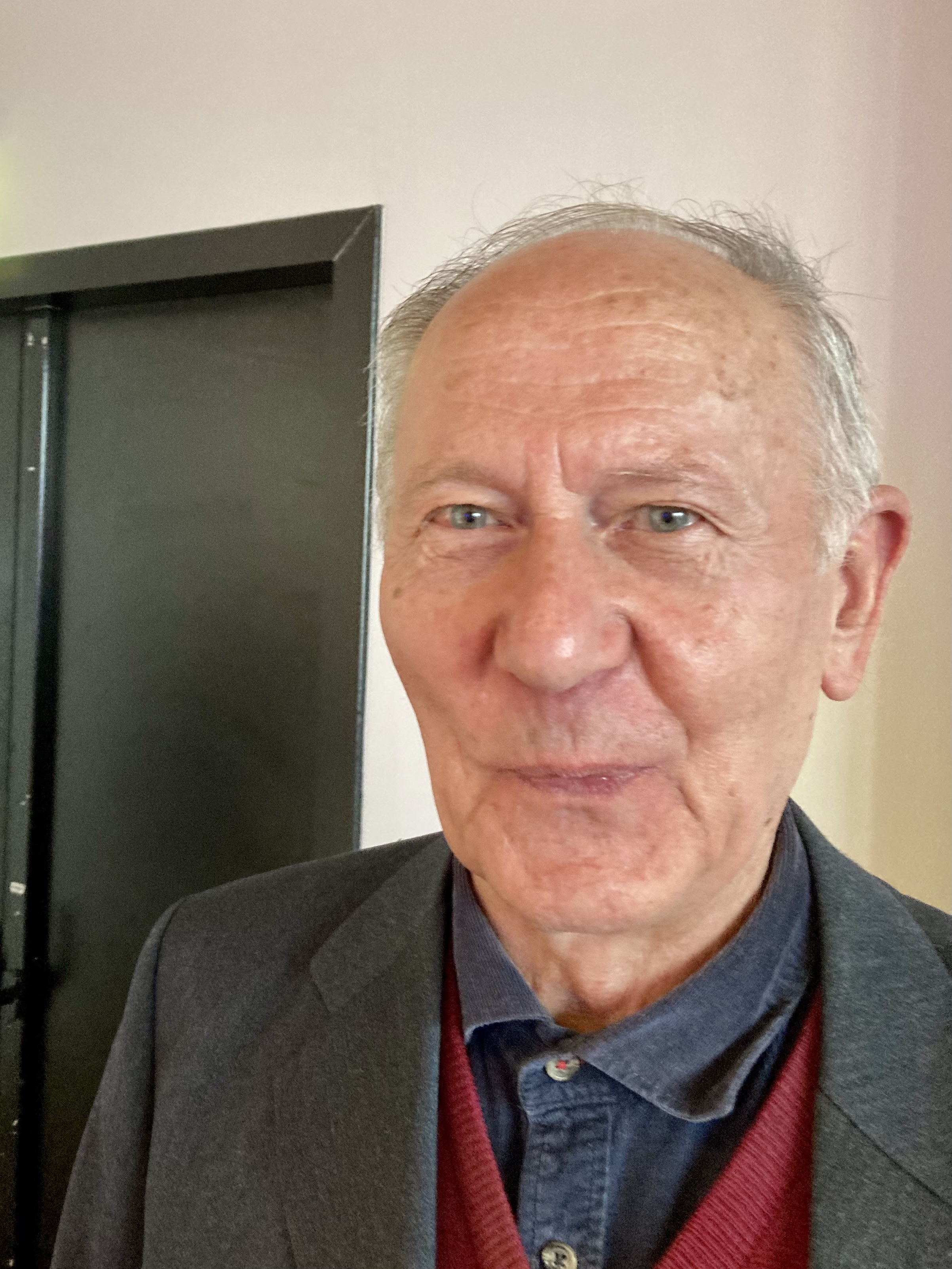
André Lemaire (2022)

André Lemaire (* 2. Januar 1942 in Neuville-aux-Bois, Frankreich) ist ein französischer Historiker, Epigraphiker, Hebraist und Aramaist. Er hatte von 1987 bis 2010 den Lehrstuhl für Hebräische und Aramäische Philologie und Epigraphik an der École pratique des hautes études inne. Daneben ist er auch katholischer Priester.

## Leben
André Lemaire besuchte die Schule in Pithiviers und in Orléans. Von 1962 bis 1963 leistete er seinen Militärdienst. Danach studierte er katholische Theologie am Institut Catholique de Paris in Paris und in Orléans. Von 1966 bis 1968 studierte er Westsemitische Sprachen an der École des langues et civilisations de l’Orient ancien des Institut Catholique de Paris bei Henri Cazelles und Pierre Grelot. Außerdem studierte er an der École pratique des hautes études (EPHE) die westsemitische Welt (Epigraphie bei André Dupont-Sommer, Syrisch bei Antoine Guillaumont, biblische Philologie und Religionswissenschaften bei André Caquot, Oscar Cullmann und Pierre Nautin).
Von 1968 bis 1969 konnte er mit einem Stipendium der Académie des inscriptions et belles-lettres sein Studium in Jerusalem fortsetzen. Dort studierte er an der École biblique et archéologique française de Jérusalem Geschichte, Archäologie und Epigraphie bei Roland de Vaux. 1970 erhielt er das Diplom der religionswissenschaftlichen Sektion der École pratique des hautes études mit einer Arbeit zum Thema Les ministères aux origines de l’église: naissance de la triple hiérarchie bei Oscar Cullmann. Zusätzlich erhielt er 1973 das Diplom der historisch-philologischen Sektion der EPHE und promovierte zugleich an der Universität Paris III (Sorbonne Nouvelle) zum Doktor der Orientalistik mit einer Arbeit zum Thema Les ostraca hébreux de l’époque royale israélite bei Maurice Sznycer.
Lemaire lehrte von 1969 bis 1972 als Dozent für biblische Philologie am Centre d’étude et de réflexion chrétienne in Orléans (CERC) und am Institut Catholique de Paris. 1973 wurde er wissenschaftlicher Mitarbeiter am Centre national de la recherche scientifique (CNRS) in den Fachbereichen Semitische Epigraphik und Semitische Studien, von 1985 bis 1987 war er Forschungsdirektor am CNRS.
Von 1987 bis 2010 hatte Lemaire als directeur d’études an der École pratique des hautes études den Lehrstuhl für Hebräische und Aramäische Philologie und Epigraphik inne. 2002 nahm Lemaire als Fellow des Institute for Advanced Studies, Hebräische Universität Jerusalem an der Arbeitsgruppe „Biblisches Hebräisch in seiner nordwestsemitischen Umgebung“ teil.
2010 wurde Lemaire emeritiert, er lehrte und forschte aber noch darüber hinaus bis 2014 an der EPHE.

## Forschungsinteressen
Lemaire forscht auf dem Gebiet der Bibel, der antiken westsemitischen Inschriften (hebräisch, aramäisch, phönizisch) und der Geschichte der Levante im 1. Jahrtausend v. Chr.

« Le monde ouest-sémitique ancien a profondément influencé notre culture moderne, spécialement la culture dite ‹occidentale›: c’est le cas des Phéniciens avec la diffusion de l’écriture alphabétique autour de la Méditerranée, des Hébreux avec la naissance du monothéisme et la diffusion du corpus biblique, des Araméens avec la culture syriaque et l’écriture nabatéenne à l’origine de l’écriture arabe actuelle. »

„Die alte westsemitische Welt hat unsere moderne Kultur tief beeinflusst, vor allem die sogenannte ‚westliche‘ Kultur: Dies ist der Fall bei den Phöniziern mit der Verbreitung der alphabetischen Schrift im Mittelmeerraum, bei den Hebräern mit der Geburt des Monotheismus und der Verbreitung des biblischen Korpus, bei den Aramäern mit der syrischen Kultur und der nabatäischen Schrift als Ursprung der aktuellen arabischen Schrift.“

## Zeitschriften, Herausgebertätigkeit, Mitgliedschaften
Lemaire gehört zu den Herausgebern der Reihe Vetus Testamentum Supplements. Er arbeitet als Gutachter bei den Zeitschriften Journal asiatique, Semitica, Syria und Transeuphratène.
Lemaire ist Mitglied verschiedener Redaktionen, Kommissionen, Beiräte, Vereinigungen und Gesellschaften: Vereinigung für die Erforschung Syriens-Palästinas in der persischen Zeit (ASPEP), Société Ernest Renan – Histoire des religions, Société des études juives (SEJ) und deren Präsident 2000–2004, 2008–2010, Asia Society (SA), Groupe Linguistique d’Études Chamito-Sémitiques (GLECS).
- 1979–1982, 1987–1991: Gewähltes Mitglied und Sekretär der Orientalismus-Kommission des Nationalen Komitees des CNRS
- 1992–2007: Französischer Vertreter im Ausschuss der Europäischen Wissenschaftsstiftung: Netzwerk zur Semantik des klassischen Hebräisch.
- 1976–2012: Mitglied der Redaktion des Vetus Testamentum der International Organization for the Study of the Old Testament
- seit 2012: Mitglied des Beirats der Society of Biblical Literature (SBL).
- seit 2016: Mitglied der Redaktion der Reihe Archaeology and Biblical Studies.[5]

## Ehrungen
- 1973 erhielt Lemaire den Prix d’Aumale des l’Institut de France.
- 1998 wurde er mit dem Prix Charles Clermont-Ganneau der l’Académie des Inscriptions et Belles-Lettres ausgezeichnet.[5]
- 1999 wurde er für seine Verdienste um die französische Bildung zum Offizier des Ordre des Palmes Académiques ernannt.[4]
- 2003 wurde Lemaire als korrespondierendes Mitglied in die Académie des inscriptions et belles-lettres aufgenommen.[3][1][2][6]
- 2008 bekam er den Prix Francine et Antoine Bernheim pour les Arts, les Lettres et les Sciences.[5]

## Gutachtertätigkeit bei Kontroversen über die Echtheit von Inschriften auf archäologischen Fundstücken

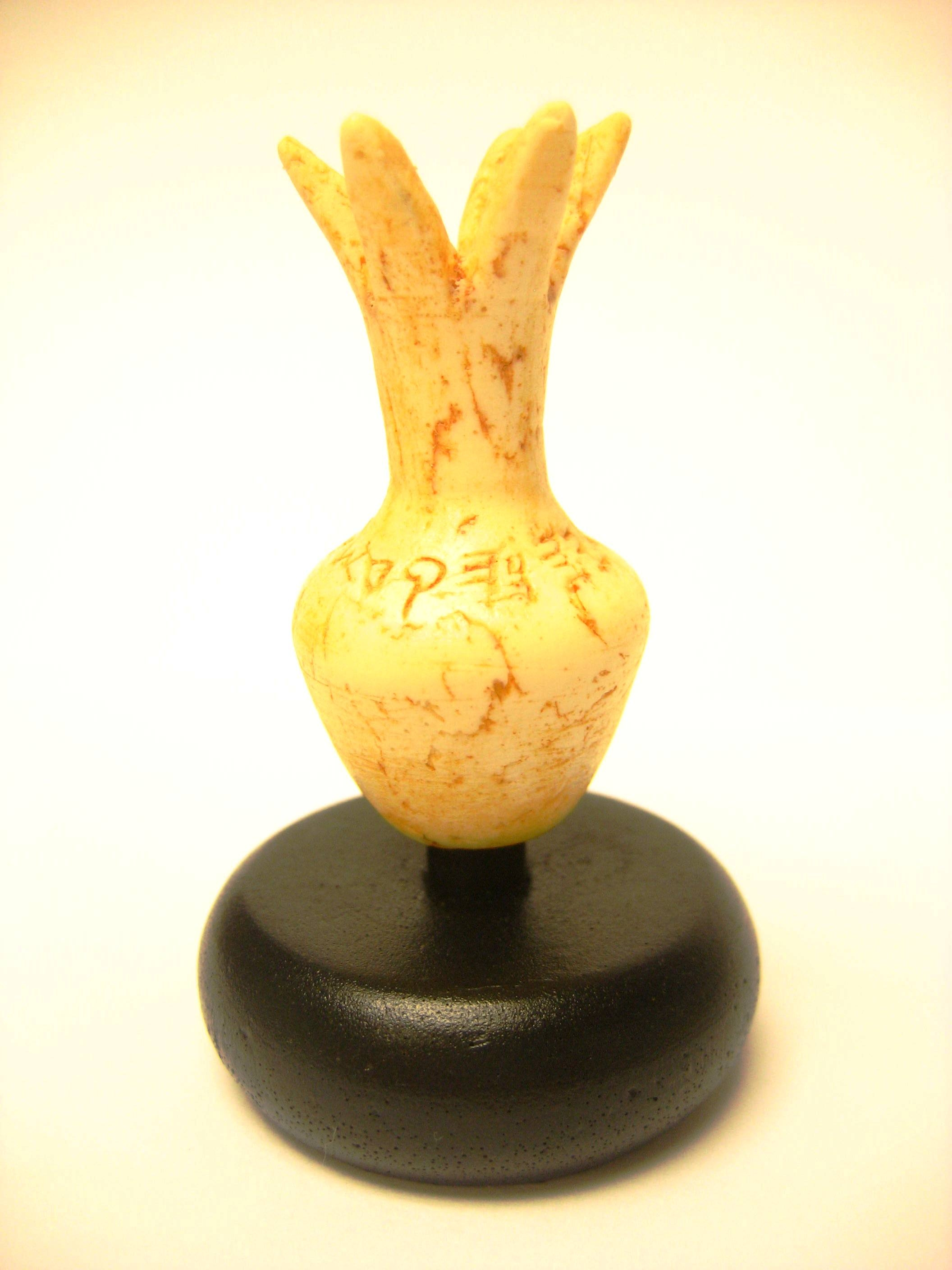
Elfenbein-Granatapfel

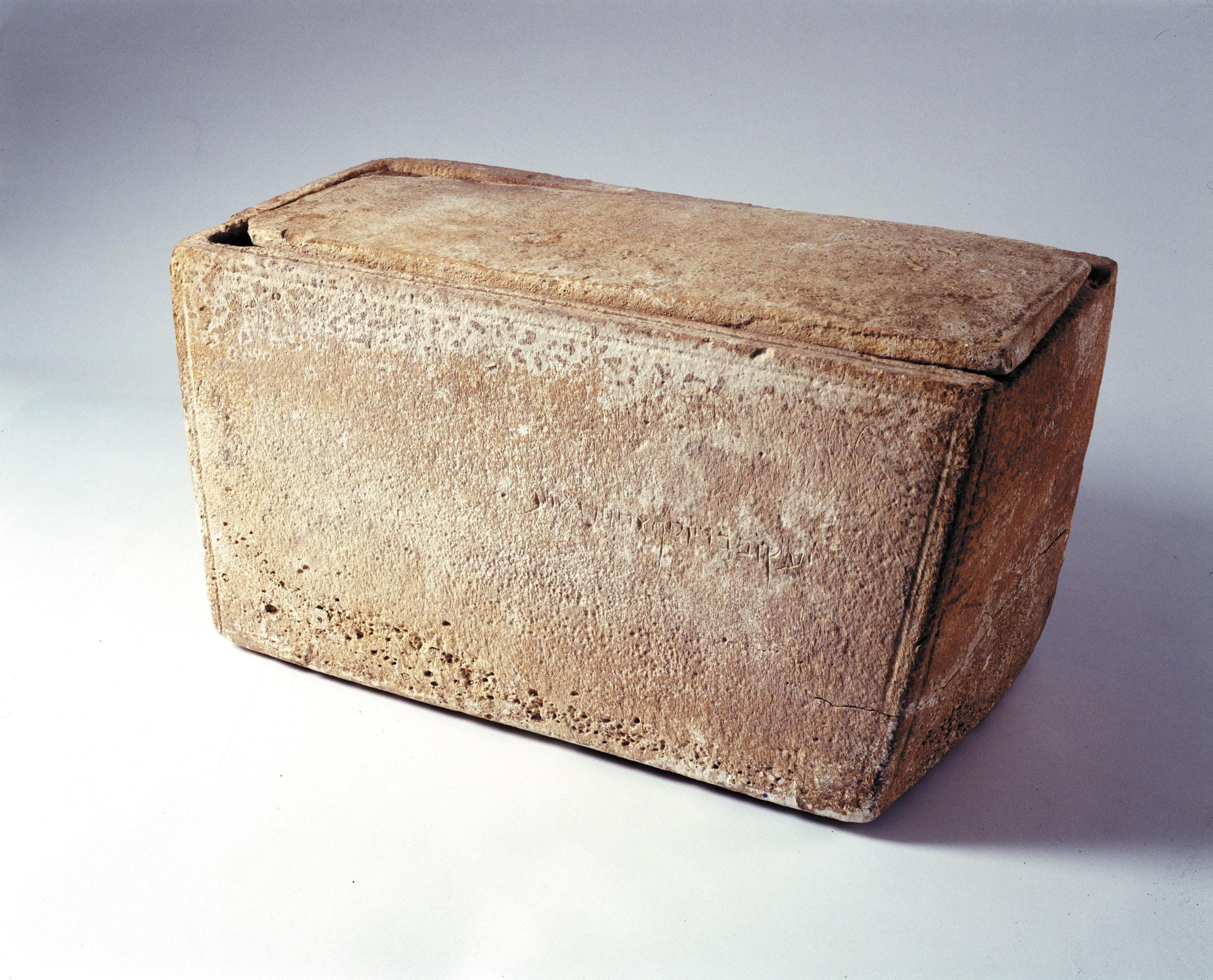
Jakobus-Ossuar

Seit den 1970er Jahren erlebte die Produktion von gefälschten Antiquitäten in Israel einen Aufschwung.
Hinter den Fälschungen standen häufig Experten, die die Fälschungen so geschickt ausführten, dass sie auch für Fachleute nur sehr schwer zu erkennen waren. Manche Fälschungen konnten nur durch Anwendung modernster Methoden entlarvt werden, andere sind bis heute umstritten.
Von 2004 bis 2012 wurde gegen fünf vermutete Fälscher ein Prozess geführt, der dann jedoch aus Mangel an Beweisen eingestellt wurde. Bei diesen fünf handelte es sich um
- Rafael Braun, Restaurator von Antiquitäten, ehemaliger Leiter des Antiquitätenlabors des Israel-Museums
- Shlomo Cohen, Sammler von Antiquitäten
- Faiz al-Amaleh, Antiquitätenhändler
- Oded Golan (* 1951), Sammler von Antiquitäten
- Robert Deutsch, Antiquitätenhändler, Archäologe, Epigraphiker[7].[8]

Die Anklage gegen Shlomo Cohen wurde fallen gelassen.
Der ägyptische Künstler Marco Samah Shoukri Ghatas gestand, dass er die Joasch-Inschrift gemacht hatte. Faiz al-Amaleh wurde zu 6 Monaten Gefängnis verurteilt.
Robert Deutsch und Oded Golan wurden vom Vorwurf der Fälschung von Antiquitäten freigesprochen.
Dies war jedoch kein Urteil über die Echtheit der betroffenen Antiquitäten, die von vielen Archäologen weiterhin als Fälschungen angesehen werden.
Das Muster der Fälschungen war wie folgt:
Echte Antiquitäten wurden mit Inschriften versehen, bzw. vorhandene Inschriften erweitert.
Dann wurden diese neuen Inschriften mit einer speziell zu diesem Zweck hergestellten Patina bedeckt.
Der Inhalt dieser Inschriften bestätigte oft biblische, religiöse und politische Aussagen, nach denen die Archäologen schon lange suchten.
Dadurch wurde die jeweilige Antiquität „aufgewertet“ und konnte oft sehr teuer verkauft werden.
Im Fall des Jakobus-Ossuars, der Joasch-Inschrift und des Elfenbein-Granatapfels kam Yuval Goren durch Untersuchungen der Patina über den Inschriften zum Schluss, dass diese wahrscheinlich ganz oder teilweise in jüngerer Zeit hinzugefügt wurden.
Zusammen mit Yuval Goren, Ada Yardeni, Aaron Demsky und Anderen arbeitete Lemaire an der Beurteilung dieser vermutlichen Fälschungen als Gutachter mit. Die Kompliziertheit der Situation zeigt sich unter anderem darin, dass zeitweise sogar die Gutachter selbst als Komplizen der Fälscher verdächtigt wurden.

## Veröffentlichungen
Bücher
- Histoire du peuple hébreu, in mehrere Sprachen übersetzt, QUE SAIS JE, 2018, ISBN 978-2-13-080392-8.
- Recording New Epigraphic Evidence; Essays in Honor of Robert Deutsch zusammen mit Gabriel Barkai, Robert Deutsch, Martin Heide, Regine Hunziker-Rodewald, Andre Lemaire, Meir Lubetski, Alan Millard, Bezalel Porten, Philip Schmitz, Daniel Vainstub, Leshon Limudim; First Edition, 2015, ISBN 978-965-7162-21-7.
- Levantine Epigraphy and History in the Achaemeni, OUP Oxford; Illustrated Edition, 2015, ISBN 978-0-19-726589-5.
- Les Lois Fondamentales de la Monarchie Française d’après les Théoriciens de l’ancien Régime, BiblioBazaar, 2009, ISBN 978-1-113-10710-7.
- The Birth of Monotheism: The Rise and Disappearance of Yahwism, Biblical Archaeology Society, 2007, ISBN 978-1-880317-99-0.
- Naissance du monothéisme: Point de vue d’un historien, Bayard, 2003, ISBN 978-2-227-47089-7.
- Nouvelles tablettes araméennes, DROZ, 2001, ISBN 978-2-600-00614-9.
- Prophètes et Rois, CERF, 2001, ISBN 978-2-204-06622-8.
- Le monde de la bible, Gallimard, Paris 1998, ISBN 978-2-07-040365-3.
- Nouvelles inscriptions araméennes d’Idumée au Musée d’Israël. Peeters, Löwen 1996, ISBN 978-2-85021-087-7.
- Ancient Israel: A Short History from Abraham to the Roman Destruction of the Temple zusammen mit Joseph Calloway, Shaye J. D. Cohen, Siegried H. Horn, Andre Lemaire, Lee I Levine, P. Kyle McCarter Jr., Eric M. Meyers, Nahum M. Sarna, Hershel Shanks, Prentice Hall College Div, 1988, ISBN 978-0-13-036435-7.
- Ministry in the Church, SPCK Publishing, 1977, ISBN 978-0-281-02979-2.
- Permis de maigrir, Editions Jacques Grancher, 1970, ISBN 978-2-7339-0217-2.

Artikel (Auswahl)
- Two Unpublished Hebrew Ostraca from Tel Gezer 1 zusammen mit Moise Isaac, Semitica 57, 2015, S. 139–145, online
- Solomon & Sheba, Inc. Biblical Archaeology Review, January/February 2010
- The Spread of Alphabetic Scripts (c. 1700–500 BCE), 2008, Diogenes, doi:10.1177/0392192108090738
- Engraved in Memory, Biblical Archaeology Review, May/June 2006
- The Universal God, Biblical Archaeology Review, November/December 2005
- Another Temple to the Israelite God, Biblical Archaeology Review, July/August 2004
- Israel Antiquities Authority’s Report Deeply Flawed, Biblical Archaeology Review, November/December 2003
- Burial Box of James the Brother of Jesus, Biblical Archaeology Review, November/December 2002
- Experts and Power in Ancient Times, Revue historique, Volume 617, Issue 1, 2001
- Biblical Period Personal Seals in the Shlomo Moussaieff Collection zusammen mit Robert Deutsch, Archaeological Center Publication, 2000, ISBN 965-90240-5-3 online
- The Tel Dan Stela as a Piece of Royal Historiography, 1998, Journal for the Study of the Old Testament, doi:10.1177/030908929802308101
- Paleography’s Verdict: They’re Fakes! Online-Diskussion des Falles Moses Wilhelm Shapira, BAS-Library, 1997
- Are We Prepared to Raze the Edifice?, Biblical Archaeology Review, March/April 1997
- Royal Signature: Name of Israel’s Last King Surfaces in a Private Collection, Biblical Archaeology Review, November/December 1995
- “House of David” Restored in Moabite Inscription, Biblical Archaeology Review, May/June 1994
- Fragments from the Book of Balaam Found at Deir Alla, Biblical Archaeology Review, September/October 1985
- Probable Head of Priestly Scepter from Solomon’s Temple Surfaces in Jerusalem, Biblical Archaeology Review, January/February 1984
- Les écoles et la formation de la Bible dans l’ancien Israel, 1984, Journal of Biblical Literature, ISBN 3-525-53347-0 online
- Who or What Was Yahweh’s Asherah?, Biblical Archaeology Review, November/December 1984
- The Ministries in the New Testament: Recent Research, 1973, Biblical Theology Bulletin: Journal of Bible and Culture, doi:10.1177/014610797300300202